# Pedostrangalia signifera
Pedostrangalia signifera là một loài bọ cánh cứng trong họ Cerambycidae.